# Ачилов, Ахат
Ахат Ачилов — советский хозяйственный, государственный и политический деятель, Герой Социалистического Труда.

## Биография
Родился в 1912 году в Самарканде. Член КПСС с 1940 года.
С 1931 года — на хозяйственной, общественной и политической работе. В 1931—1982 гг. — директор начальной школы в Самарканде Узбекской ССР, секретарь, председатель Гиссарского районного суда, инструктор исполкома Душанбинского Совета рабочих и крестьянских депутатов, заместитель председателя Нематбачинского сельского Совета Регарского района, красноармеец, военный инспектор, ответственный секретарь исполкома Регарского районного Совета депутатов трудящихся, заместитель председателя колхоза «МТС», начальник финансового отдела Регарского района Сталинабадской области, участник Великой Отечественной войны, председатель исполкома Орджоникидзеабадского районного Совета рабочих депутатов Сталинабадской области, первый секретарь Джиликульского, Орджоникидзеабадского райкомов КП Таджикистана, директор машинно-тракторной станции (МТС) имени Чкалова Орджоникидзеабадского района, директор тракторной станции «Сельхозтехника» в Самаркандском районе Самаркандской области, председатель межколхозного совета Орджоникидзеабадского района, директор базы республиканского Министерства мясной и молочной промышленности, заместитель директора птицефабрики Орджоникидзеабадского района.
Указом Президиума Верховного Совета СССР от 1 марта 1948 года присвоено звание Героя Социалистического Труда с вручением ордена Ленина и золотой медали «Серп и Молот».
Избирался депутатом Верховного Совета Таджикской ССР 2-го созыва.
Умер в Душанбе в 1989 году.